# Maria Gramegna
Maria Paola Gramegna (Tortona, 11 maggio 1887 – Avezzano, 13 gennaio 1915) è stata una matematica italiana.

## Biografia
Fu allieva di Giuseppe Peano, si laureò al Politecnico di Torino. Fu una studiosa delle equazioni differenziali lineari con il metodo delle matrici.
Insegnante alla Regia scuola normale e complementare femminile "Maria Clotilde di Savoia" di Avezzano, morì ventottenne il 13 gennaio 1915 a causa del terremoto della Marsica.

## Pubblicazioni
- Serie di equazioni differenziali lineari ed equazioni integro-differenziali, Atti della R. Accademia delle Scienze di Torino, 45, 1910, pp. 469-491.